# Novio, marido y amante
Novio, marido y amante  es una película en blanco y negro de Argentina dirigida por Mario C. Lugones según el guion de Julio Porter sobre la obra teatral Mademoiselle Ma Mère, de Louis Verneuil que se estrenó el 22 de enero de 1948 y que tuvo como protagonistas a Enrique Serrano, Tilda Thamar, Tito Gómez y Miguel Gómez Bao.
Hay una versión fílmica anterior de la obra teatral, realizada en 1937 en Francia con la dirección de Henri Decoin titulada Mademoiselle, ma mère.

## Sinopsis
Una mujer bella que se casó impulsivamente con un viejo, se enamora de su hijo.

## Reparto
- Enrique Serrano ... Enrique Octavio Castelli
- Tilda Thamar ... Rosalía Funes Campos
- Tito Gómez ... Víctor Hugo Pérez
- Miguel Gómez Bao ... Maitre
- Diego Martínez ... Pitágoras
- Ignacio de Soroa ... Jorge Castelli
- Julio Renato ... Detective privado
- Alberto Terrones ... Diego Funes
- Orestes Soriani
- Fidel Pintos ...
- Bordignon Olarra
- Nelly Panizza ... Luisa
- Jack O'Neil
- Delia Rivier
- Juan Latrónico
- Renzo Zecca
- Marisa Núñez
- Nelly González
- Susana Campos
- Amelita Vargas ... Violeta Localtelli

## Comentarios
Manrupe y Portela la consideran una “interesante y provocativa comedia en la que los protagonistas se lucen y el director logra uno de los mejores trabajos”.
Por su parte Tulio Carella opinó en Crítica:

”Una comedia brillante con seguros efectos cómicos…Es menester destacar los decorados…por lo ingeniosos y por su calidad y buen gusto.”

Noticias Gráficas dijo en su crónica:

”Enrique Serrano y Tilda Thamas vuelven a lucirse en un vodevil risueño y ágil…Tilda Thamar aparece junto al protagonista, realizando una de las mejores creaciones de su carrera.”